# Austauschgas
Ein Austauschgas ist ein Brenngas, das gleiche Transport- und Brenneigenschaften aufweist wie ein üblicherweise verwendetes Versorgungsgas und somit gegen dieses ausgetauscht werden kann.
Die Austauschbarkeit ist dann gegeben, wenn ohne Änderung von Geräte- und Anlageneinstellungen und bei gleichem Gasdruck ein störungsfreier Betrieb gewährleistet ist. Ein Austauschgas erfüllt dieselben qualitativen Standards (bzgl. Brennwert, Flammstabilität, Zündtemperatur, Verbrennungsgüte, Wassergehalt etc.) wie das zu ersetzende Gas und kann somit statt diesem eingesetzt werden.

## Austauschgase für Erdgas
Für Erdgas kann entsprechend aufbereitetes Klär-, Bio-, Deponie- und Grubengas als Austauchgas eingesetzt werden. Ebenso sind synthetisch aus Stein- oder Braunkohle erzeugte Gase (Synthetic Natural Gas) als Ersatz für Erdgas geeignet. Auch Propan/Luft-Gemische, sofern diese bestimmte Eigenschaften erfüllen (hinsichtlich Olefin-Gehalt, Wobbe-Index) und der Einsatz zeitlich begrenzt ist, sind Austauschgase für Erdgas.

## Zusatzgas
Ein Zusatzgas hingegen weist wesentliche Unterschiede zum Vorsorgungsgas auf, so dass es nicht als äquivalent eingestuft werden kann. Es kann deshalb nur zu einem Teil dem normalen Vorsorgungsgas (Erdgas) beigemischt werden.

## Normen
In Deutschland wird die Begriffe Austauschgas und Zusatzgas im DVGW-Arbeitsblatt G260 definiert, in Österreich sind die ÖVGW-Richtlinie G31 und G33 zu beachten.